# Rudolf Löhner
Alois Oskar Rudolf Löhner (22. července 1890 Zlaté Hory, Rakouské Slezsko – 15. února 1971 Drážďany) byl sochař narozený v Rakousku-Uhersku, který žil a pracoval hlavně v Drážďanech.

## Životopis
Od roku 1908 do roku 1911 studoval Löhner na Akademii výtvarných umění v Drážďanech u Richarda Müllera a Selmara Wernera. Po ukončení studií zpočátku pracoval jako sochař zvířat a vyráběl různé zvířecí postavy pro Míšeňský porcelán. Později vytvořil mimo jiné sochy zvířat pro drážďanskou růžovou zahradu. Později obdržel Velkou saskou státní cenu a byl členem sdružení drážďanských umělců . Zúčastnil se i mezinárodní výstavy umění v Drážďanech a výstavy v Lipsku. Byl členem drážďanské umělecké skupiny Das Ufer - Gruppe 1947 .
Rudolf Löhner byl během období nacistického Německa členem NSDAP. V 50. letech 20. století Löhner žil v Drážďanech a tvořil především figurální sochy a pískovcové reliéfy například pro obchodní dům Centrum na Altmarktu. Kromě toho tvořil četné práce odpovídající ideologií státu (NDR), včetně železné sochy Mladý traktorista (1953). Jeho poslední dílo socha „dělnického básníka“ Martina Andersena Nexø bylo ve stylu Leninových soch.

## Dílo:
- 1911: Leopard, porcelánová socha, Míšeň
- 1914: mladá lvice, porcelánová socha, Míšeň
- kolem roku 1924: rodina hrochů z bronzu, muzeum výtvarných umění v Lipsku
- 1928: Panter, bronzová soška, Statní sbírka umění Drážďany
- kolem roku 1929: Slon s mládětem
- 1931: Lyžař z bronzu, nádvoří nádraží, Altenberg
- kolem roku 1933: dva shetlandští poníci z bronzu na soklu
- kolem roku 1936: dva medvědi, růžová zahrada, Drážďany
- před rokem 1941: hroch s dívkou z bronzu na vápencového soklu
- před rokem 1943: koza rohatá z bronzu na vápencového soklu
- 1949: Účast na sovětském válečném památníku, Berlin-Treptow
- 1952: Reliéfy učitelů a studentů a odchod do nové éry, dříve Institut pro vzdělávání učitelů, Drážďany
- 1953–1955: Tanečnice z bronzu, nad hlavním vchodem University tance v Drážďanech
- kolem roku 1953: Kráva v klusu z bronzu
- 1953: Mladý traktorista ze železa, Isseroda
- 1956–1960: rekonstrukce krakovské jezdecké sochy Tadeusze Kościuszka, roztavená během války. Provedena na základě fotografií
- 1958: Památník Georgiuse Agricoly, Glauchau
- 1967–1968: památník Martina Andersena Nexø, před střední školou Martina Andersena Nexö, Drážďany

## Galerie

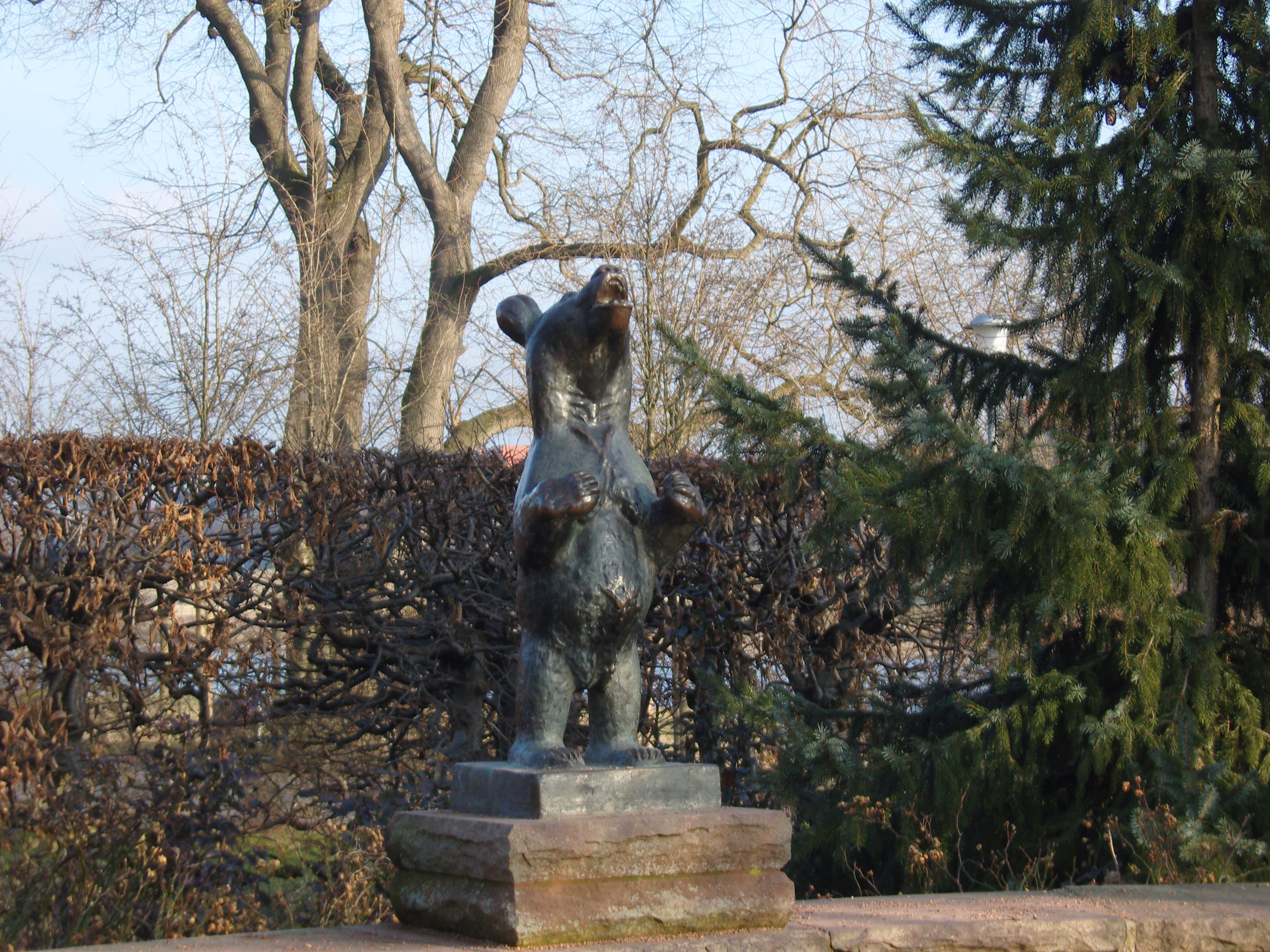
Medvědí socha 30. let, Růžová zahrada Drážďany
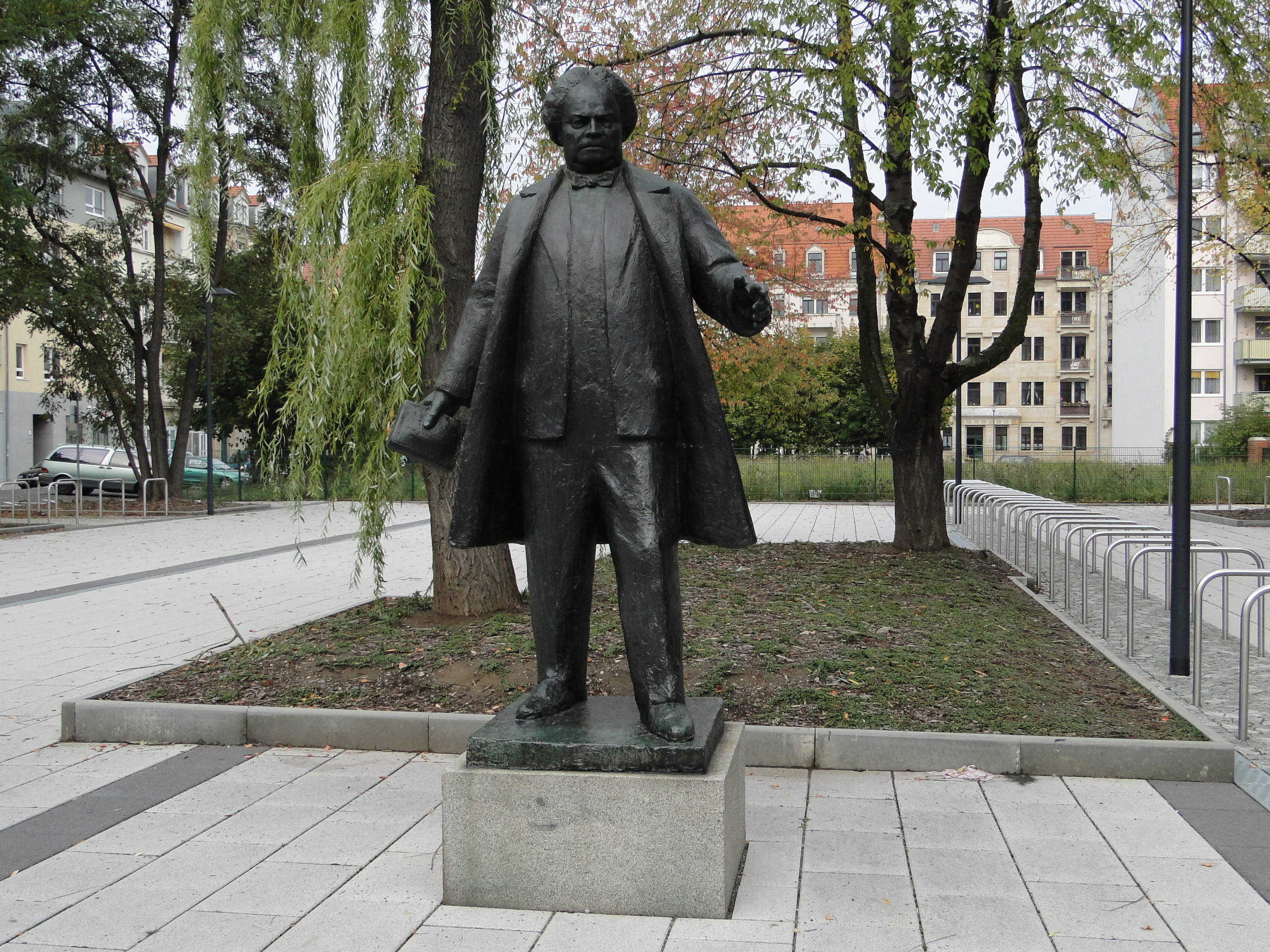
Martin Andersen Nexø - památník, Drážďany, do roku 1969
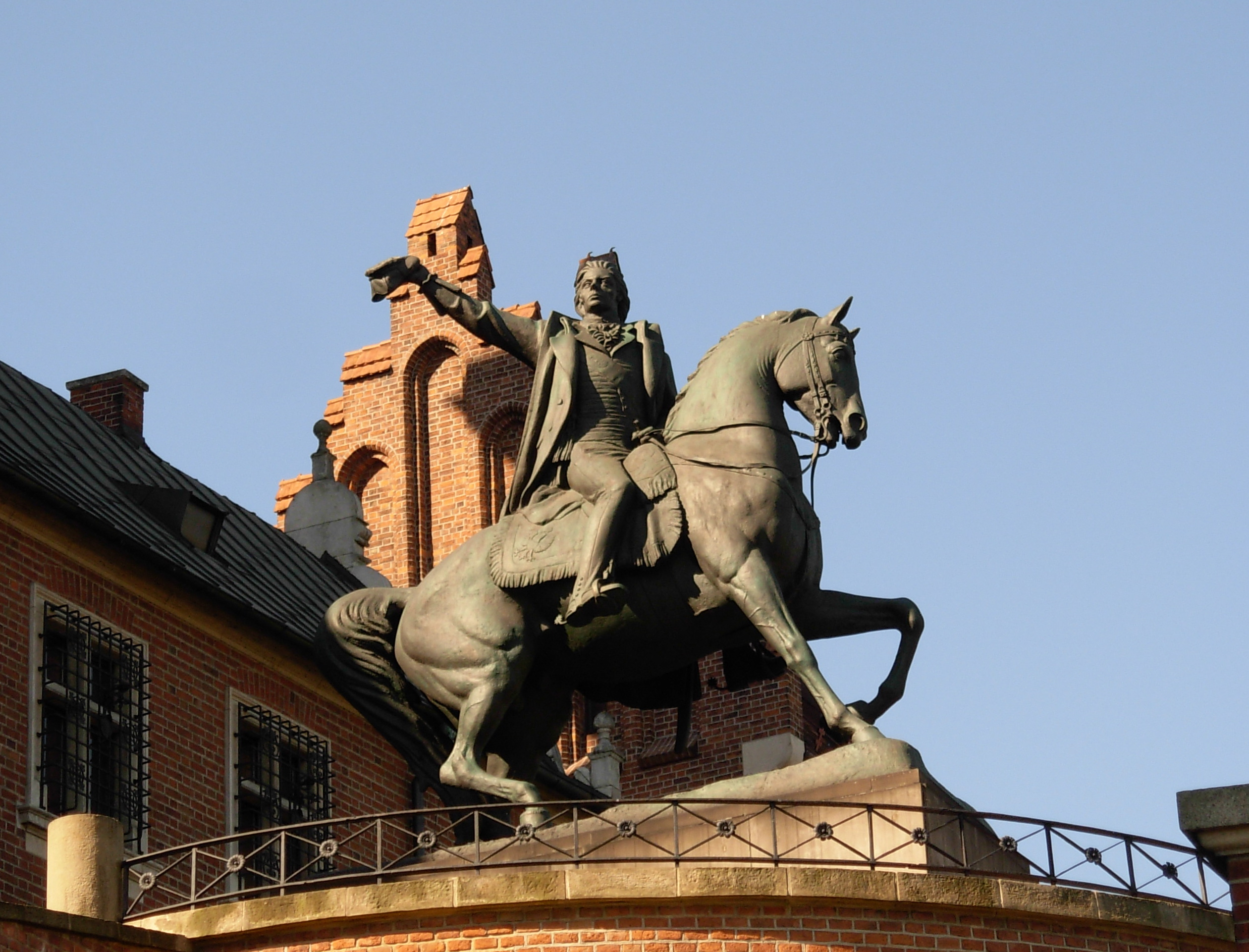
Jezdecká socha Tadeusze Kościuszka v Krakově, rekonstrukce Rudolfem Löhnerem do roku 1960
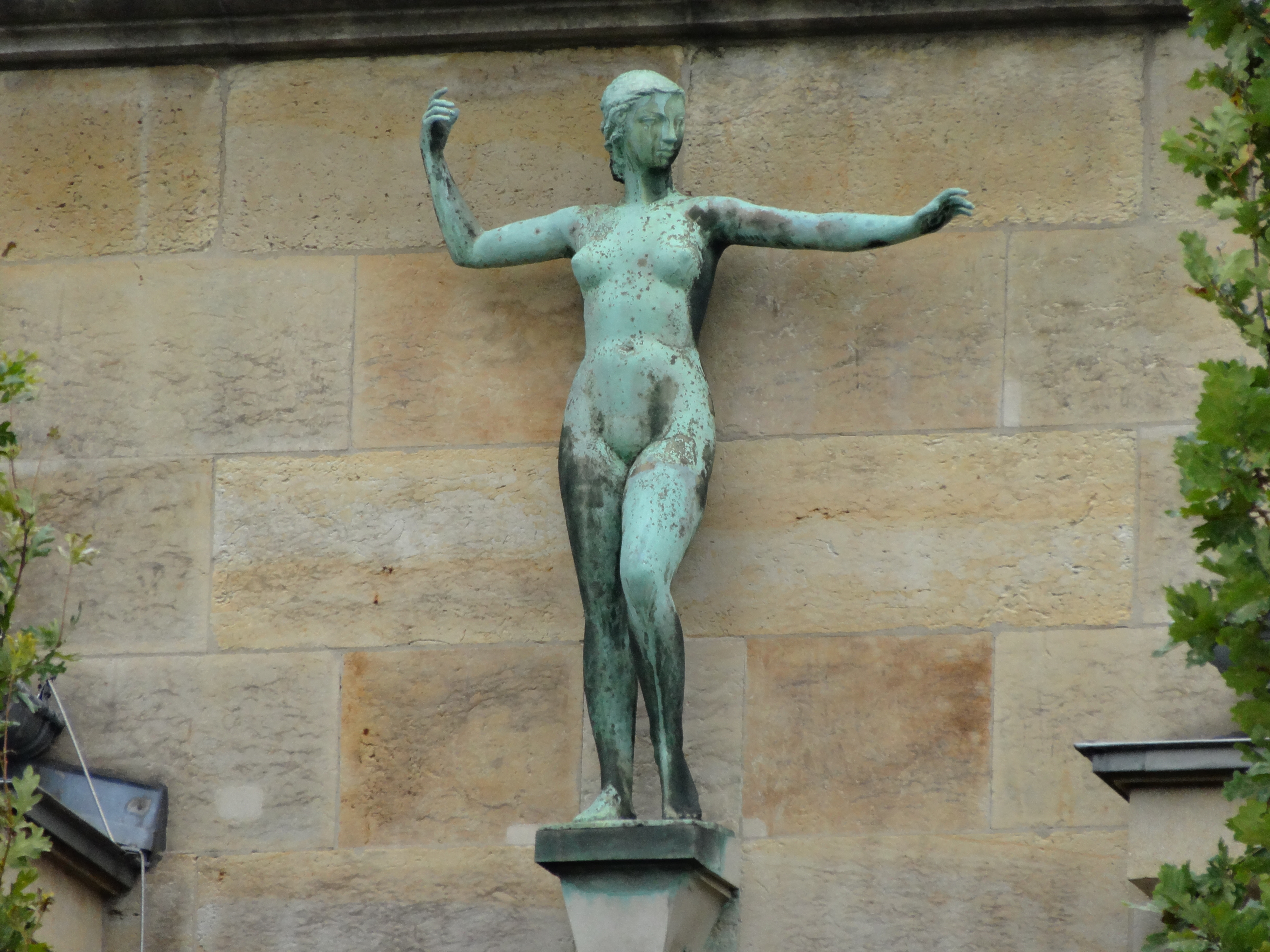
Tanečnice, bronz, nad hlavním vchodem do Univerzity tance Palucca v Drážďanech